# Chi McBride
Kenneth "Chi" (lê-se "chái", como em shy) McBride (nascido a 23 de Setembro de 1961) é um ator americano. McBride desempenhou o papel de Emerson Cod na série Pushing Daisies da ABC e atualmente aparece na série Hawaii Five-0 da CBS.

## Biografia

### Vida pessoal
Kenneth McBride nasceu em Chicago, Illinois, cidade da qual provém a sua alcunha, Chi. Foi criado na Igreja Adventista do Sétimo Dia foi aluno em Shiloh Academy, agora conhecida como Chicago SDA Academy, uma escola da Igreja Adventista do Sétimo Dia. Aos 16 anos, completou o ensino secundário. McBride planeou, de início, seguir uma carreira na área da música. Após estudar diversos instrumentos e canto com coros gospel em Chicago, sua cidade natal, mudou-se para Atlanta em 1986, onde trabalhou como escriturário na facturação da AT&T.

## Filmografia

### Filmes
| Ano  | Nome                                          | Personagens                     | Notas          |
| ---- | --------------------------------------------- | ------------------------------- | -------------- |
| 1992 | Revenge of the Nerds III: The Next Generation | Malcolm Pennington III          |                |
| 1992 | The Distinguished Gentleman                   | Homer                           |                |
| 1993 | What's Love Got to Do with It                 | Fross                           |                |
| 1996 | The Frighteners                               | Cyrus                           |                |
| 1997 | Hoodlum                                       | Illinois Gordon                 |                |
| 1998 | Mercury Rising                                | FBI Agent Thomas "Bizzi" Jordan |                |
| 2000 | Magicians                                     | Tom                             |                |
| 2000 | Gone in 60 Seconds                            | Don Astricky                    |                |
| 2000 | The Kid                                       | Kenny                           |                |
| 2002 | Narc                                          | Captain Cheevers                |                |
| 2002 | Undercover Brother                            | The Chief                       |                |
| 2002 | Paid in Full                                  | Pip                             |                |
| 2003 | Cradle 2 the Grave                            | Jump Chambers                   | Não-creditado  |
| 2003 | Delusion                                      | John                            | Curta-metragem |
| 2004 | The Terminal                                  | Joe Mulroy                      |                |
| 2004 | I, Robot                                      | Lt. John Bergin                 |                |
| 2005 | Roll Bounce                                   | Curtis Smith                    |                |
| 2005 | Waiting...                                    | Bishop                          |                |
| 2006 | Annapolis                                     | McNally                         |                |
| 2006 | Ultimate Avengers 2                           | Elder Chief                     | Voz            |
| 2006 | Let's Go to Prison                            | Barry                           |                |
| 2007 | The Brothers Solomon                          | James Coolwell                  |                |
| 2008 | American Son                                  | Eddie                           |                |
| 2008 | First Sunday                                  | Pastor Arthur Mitchell          |                |
| 2008 | Who Do You Love                               | Willie Dixon                    |                |
| 2009 | Still Waiting...                              | Bishop                          |                |
| 2011 | Fruit of Labor                                | Mr. Hoffman                     | Curta Metragem |
| 2011 | The Family Tree                               | Simon Krebs                     |                |

### Televisão
| Ano            | Nome                                 | Personagens                     | Notas                                      |
| -------------- | ------------------------------------ | ------------------------------- | ------------------------------------------ |
| 1992           | The Fresh Prince of Bel-Air          | Ed Barker                       | Episódio: "Boyz in the Woods"              |
| 1994           | Cosmic Slop                          | T-Bone                          | Filme de TV                                |
| 1994           | Married... with Children             | Dexter                          | Episódio: "Nooner or Later"                |
| 1996           | Nash Bridges                         | Luscious                        | Episódio: "The Great Escape"               |
| 1993-1996      | The John Larroquette Show            | Heavy Gene                      | Personagem coadjuvante (84 Episódios)      |
| 1998           | The Secret Diary of Desmond Pfeiffer | Desmond Pfeiffer                | Personagem Principal                       |
| 1999           | The Parkers                          | Cliff Rogers                    | Episódio: "Betting on Love"                |
| 2000           | King of the World                    | Drew "Bundini" Brown            | Filme de TV                                |
| 2000           | Dancing in September                 | Security Guard                  | Filme de TV                                |
| 2001           | The Practice                         | Steven Harper                   | Episódio: "The Day After"                  |
| 2000-2004      | Boston Public                        | Steven Harper                   | Personagem Pricipal (81 Episódios)         |
| 2000-2002      | Max Steel                            | Jefferson Smith                 | Voz(5 Episódios)                           |
| 2005           | Boston Legal                         | Steven Harper                   | Episódio: "Let Sales Ring"                 |
| 2005           | House MD                             | Ed Vogler                       | Personagem Recorrente (5 Episódios)        |
| 2005-2006      | Killer Instinct                      | Lt. Matt Cavanaugh              | Personagem Principal (13 Episódios)        |
| 2006           | Monk                                 | Mayor Ray Nicholson             | Episódio: "Mr. Monk and the Garbage Strike |
| 2006-2007      | The Nine                             | Malcolm Jones                   | Personagem Principal (13 Episódios)        |
| 2007-2009      | Pushing Daisies                      | Emerson Cod                     | Personagem Principal (22 Episódios)        |
| 2010           | Psych                                | Craig Snowden                   | Episódio: "Ferry Tale"                     |
| 2010-2011      | Human Target                         | Detective Laverne Winston       | Personagem Principal (25 Episódios)        |
| 2011           | God, the Devil and Bob               | Desconhecido (voz)              | Episódio: "God's Favorite"                 |
| 2011           | How I Met Your Mother                | Rod                             | Episode: "Challenge Accepted"              |
| 2011           | Hawthorne                            | Garland Brice                   | Personagem Recorrente(4 Episódios)         |
| 2011           | Suits                                | District Attorney Terrence Wolf | Episódio: "Dog Fight"                      |
| 2012-2013      | Ultimate Spider-Man                  | Nick Fury (voz)                 | Vozes Adicionais                           |
| 2013           | Golden Boy                           | Detective Don Owen              | Personagem Principal                       |
| 2013 - Present | Hawaii five-0                        | Capitain Lou Grover             | Componente de Equipe da Força Tarefa       |
| 2014           | Murder Police                        | Randall Hickox (voice)          | Mid-season replacement series              |